# ジョン・ロウ

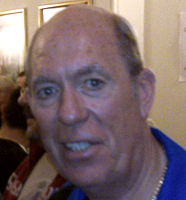
ジョン・ロウ

ジョン・ロウ（John Lowe, MBE, 1945年7月21日 - ）は、イギリス（イングランド）のダーツ・プレイヤー。右投げ。ダービーシャー出身。1970年代から1980年代にかけ、特にイギリスにおいて、ダーツを今日ほどまでに巨大な観戦スポーツにした主要ダーツ・プレイヤーの1人。PDC創立者でもある。

## 初期
ロウは、1979年と1987年、そして1993年というように、3つの異なる10年区切りにおいて、ワールド・チャンピオンシップで優勝している。彼は、ダーツの紳士と見なされていたが、ダーツの人気が向上して間もない頃、結果とカリスマ性においてエリック・ブリストウの背後にいる、まさに2番手の象徴だった。彼は、ワールド・チャンピオンシップの準決勝や決勝において6度ブリストウと対峙したが、彼が偉大なライバルを初めてなんとか乗り越えたのは、4度目の試み、すなわち1987年の決勝のことである。彼のメジャー大会での対"Crafty Cockney"戦の記録は、3勝6敗となっている。

## ナイン・ダート・フィニッシュ
ロウは1984年10月13日、ワールド・マッチプレイのトーナメント中、対キース・デラー戦において、全てのダーツプレイヤーが夢見る究極の偉業を達成した。ナイン・ダート・フィニッシュを成し得たのである。これは、ゴルフのホール・イン・ワンやスヌーカーの147連続得点のMaximum Break、ボウリングのパーフェクト・ゲームなどに相当する。これまで、テレビ中継中、どのダーツプレイヤーも、ナイン・ダート・フィニッシュを成し得たことがなく、このときが初めてのことだった。これにより、ロウは、10万2千ポンドを獲得。その後の試合も彼は勝ち続け、このトーナメントのチャンピオンとなったのである。

## タイトルとイングランド代表
3つの世界タイトルはもちろん、ロウは2つのワールド・マスターズ、2つのブリティッシュ・オープン、2つのブリティッシュ・マッチプレイ・チャンピオンシップ、2つのワールド・カップ・シングルズ、そして3つのヨーロピアン・カップ・シングルズ、以上それぞれの各タイトルを、世界中の数えきれない他のタイトル同様、最高に輝かしいキャリアにさらに華を添える形で、これらを取得した。彼は、100回以上イングランド代表としてプレイし、7年間キャプテンを務めた。その間、彼のチームは、負けたことがない。

## 主な成績

### BDO世界選手権
- 47勝13敗 出場16回
- 優勝: 3回 (1979, 87, 93)
- 準優勝: 5回 (1978, 81 – 82, 85, 88)
- ベスト4: 3回 (1984, 89, 92)
- ベスト8: 2回 (1983, 86)

### ワールド・マスターズ
- 64勝15敗 出場17回
- 優勝: 2回 (1976, 80)
- 準優勝: 3回 (1981, 87 – 88)
- ベスト4: 2回 (1983, 90)
- ベスト8: 4回 (1977, 79, 85, 91)

### 英国プロ選手権
- 20勝8敗 出場8回
- 優勝: 無し
- 準優勝: 4回 (1981 – 82, 84 – 85)
- ベスト4: 1回 (1983)
- ベスト8: 無し

### MFIワールド・マッチプレー
- 8勝4敗 出場5回
- 優勝: 1回 (1984)
- 準優勝: 1回 (1987)
- ベスト4: 無し
- ベスト8: 1回 (1988)

### ニュース・オブ・ザ・ワールド・ダーツ・チャンピオンシップ
- 7勝2敗 出場3回
- 優勝: 1回 (1981)
- 準優勝: 無し
- ベスト4: 2回 (1977, 80)
- ベスト8: 無し

### PDC世界選手権
- 15勝12敗 出場12回
- 優勝: 無し
- 準優勝: 無し
- ベスト4: 2回 (1995 – 96)
- ベスト8: 1回 (2000)

### ワールドマッチプレー
- 10勝11敗 出場11回
- 優勝: 無し
- 準優勝: 無し
- ベスト4: 2回 (1995, 2002)
- ベスト8: 1回 (2000)

### ワールドグランプリ
- 4勝5敗 出場5回
- 優勝: 無し
- 準優勝: 無し
- ベスト4: 1回 (2001)
- ベスト8: 1回 (1998)

### UKオープン
- 7勝3敗 出場3回
- 優勝: 無し
- 準優勝: 無し
- ベスト4: 無し
- ベスト8: 無し

### 年度別成績
| 年   | BDO | BDO  | BDO | PDC | PDC | PDC | PDC  |
| 年   | WPC | WM   | MFI | WDC | WMP | WG  | UK   |
| ---- | --- | ---- | --- | --- | --- | --- | ---- |
| 1976 | NH  | W    | NH  | NH  | NH  | NH  | NH   |
| 1977 | NH  | QF   | NH  | NH  | NH  | NH  | NH   |
| 1978 | F   | L16  | NH  | NH  | NH  | NH  | NH   |
| 1979 | W   | QF   | NH  | NH  | NH  | NH  | NH   |
| 1980 | L16 | W    | NH  | NH  | NH  | NH  | NH   |
| 1981 | F   | F    | NH  | NH  | NH  | NH  | NH   |
| 1982 | F   | L32  | NH  | NH  | NH  | NH  | NH   |
| 1983 | QF  | SF   | NH  | NH  | NH  | NH  | NH   |
| 1984 | SF  | L16  | W   | NH  | NH  | NH  | NH   |
| 1985 | F   | QF   | L16 | NH  | NH  | NH  | NH   |
| 1986 | QF  | L32  | L16 | NH  | NH  | NH  | NH   |
| 1987 | W   | F    | F   | NH  | NH  | NH  | NH   |
| 1988 | F   | F    | QF  | NH  | NH  | NH  | NH   |
| 1989 | SF  | L128 | NH  | NH  | NH  | NH  | NH   |
| 1990 | L16 | SF   | NH  | NH  | NH  | NH  | NH   |
| 1991 | L32 | QF   | NH  | NH  | NH  | NH  | NH   |
| 1992 | SF  | L32  | NH  | NH  | NH  | NH  | NH   |
| 1993 | W   | NJ   | NH  | NH  | NH  | NH  | NH   |
| 1994 | NJ  | NJ   | NH  | GS  | L32 | NH  | NH   |
| 1995 | NJ  | NJ   | NH  | SF  | SF  | NH  | NH   |
| 1996 | NJ  | NJ   | NH  | SF  | L16 | NH  | NH   |
| 1997 | NJ  | NJ   | NH  | GS  | L32 | NH  | NH   |
| 1998 | NJ  | NJ   | NH  | GS  | L32 | QF  | NH   |
| 1999 | NJ  | NJ   | NH  | L16 | L32 | NJ  | NH   |
| 2000 | NJ  | NJ   | NH  | QF  | QF  | L32 | NH   |
| 2001 | NJ  | NJ   | NH  | L16 | L16 | SF  | NH   |
| 2002 | NJ  | NJ   | NH  | L16 | SF  | L32 | NH   |
| 2003 | NJ  | NJ   | NH  | L32 | L32 | L32 | L64  |
| 2004 | NJ  | NJ   | NH  | L32 | L32 | NJ  | L128 |
| 2005 | NJ  | NJ   | NH  | L40 | NJ  | NJ  | L16  |

注: 表中のNHは不開催, NJは非参加, QFは準々決勝敗退, SFは準決勝敗退, Fは準優勝, Wは優勝, GSはグループステージ敗退を示す。トーナメント表記は以下の通りである。
WPC: BDOワールド・プロフェッショナル・ダーツ・チャンピオンシップス, WM: ワールド・マスターズ, MFI: MFIワールド・マッチプレイ, WDC: PDCワールド・ダーツ・チャンピオンシップ, WMP: ワールド･マッチプレイ, WG: ワールド・グランプリ, UK: UKオープン

## 長い選手生命
ロウの選手生命は、長い。彼は、初開催の1978年から彼の最後の出場となる2005年まで、最高記録の27年連続出場でワールド・チャンピオンシップのテレビ中継された舞台でプレイした。2008年まで毎年、彼は、ワールド・チャンピオンシップの予選を通過しようと試みたが、初期の予選ラウンドに届かなかった。この後、セターンタ・スポーツは、2008年のBetFred リーグ・オヴ・レジェンドをテレビ放映したため、ロウはPDC ワールド・ダーツ・チャンピオンシップに参加する資格が無くなり、それで2009年の同大会では予選に参加することさえできなかった。
しかし、彼はいまだに現役で、ワールド・ランキングを得るためにヨーロッパ中を旅するエネルギーはないが、4度目のワールド・タイトルを取り、100万ポンドを得たいと話している。
2005年には、プロフェッショナルとして30周年目を祝うダーツの表彰の年を楽しんだ。
また、ブリストウとともに中心となって、ダーツの伝説的人物を集め、レジェンド・ツアーを行っている。
彼は、ワールド・プロフェッショナル・ダート・アソシエイション (後のプロフェッショナル・ダーツ・プレイヤーズ・アソシエイション (PDPA) )の事務局長を務めた。

## Old Stoneface
ニックネイムはダーツで大流行していたが、ロウには彼を上手く表現するものがなかった。彼の振る舞いや個性の中にあるものを、誰もがうっかり見過ごしていた。勤勉で落ち着いた名手。誰かが"Old Stoneface"という異名を思いつき、これらの突出した特徴を用いようとするまでは。この名は、2005年に出版されたロウの自伝のタイトルにもなっている。
才能はあるものの横柄なブリストウとは大いに異なり、彼は礼儀正しさと試合中のスポーツマンシップにより、信望もあった。まだ試合中に飲酒を許されていた時、彼はステージ上で他のプレイヤーと大いにアルコールを消費していたものの、ダーツプレイヤーと関わりあいを持つ体重の増加問題とは縁が無かった。彼は健康に気を使っていたという点において、ダーツ界では珍しい人でもある。

## ダーツ外での活躍
ロウは、"Karen"という名前の女性と結婚し、チェスターフィールドに住んでおり、そこで彼らはイングランド最高峰のプレミアリーグに所属するサッカークラブ、サンダーランドAFCを応援していると、英語版ウィキペディアでは紹介されている。
最近では、ジョン・ロウ・ゴルフ・クラシックを開くなど、ゴルフでの活躍も増えている。

## 世界選手権の結果

### BDO
- 1978年: 準優勝 (7 - 11 [leg] レイトン・リースに敗北)
- 1979年: 優勝 (5 - 0 レイトン・リースに勝利)
- 1980年: 第2ラウンド (0 - 2 クリフ・ラザレンコに敗北)
- 1981年: 準優勝 (3 - 5 エリック・ブリストウに敗北)
- 1982年: 準優勝 (3 - 5 ジョッキー・ウィルソンに敗北)
- 1983年: 準々決勝 (3 - 4 キース・デラーに敗北)
- 1984年: 準決勝 (0 - 6 エリック・ブリストウに敗北)
- 1985年: 準優勝 (2 - 6 エリック・ブリストウに敗北)
- 1986年: 準々決勝 (3 - 4 ボブ・アンダーソンに敗北)
- 1987年: 優勝 (6 - 4 エリック・ブリストウに勝利)
- 1988年: 準優勝 (4 - 6 ボブ・アンダーソンに敗北)
- 1989年: 準決勝 (1 - 5 エリック・ブリストウに敗北)
- 1990年: 第2ラウンド (2 - 3 ロニー・シャープに敗北)
- 1991年: 第1ラウンド (2 - 3 ピーター・エヴィソンに敗北)
- 1992年: 準決勝 (4 - 5 フィル・テイラーに敗北)
- 1993年: 優勝 (6 - 3 アラン・ウォリナー＝リトルに勝利)

### PDC
- 1994年: グループステージ (3 - 2 トム・カービーに勝利; 2 - 3 ラリー・バトラーに敗北)
- 1995年: 準決勝 (4 - 5 フィル・テイラーに敗北)
- 1996年: 準決勝 (1 - 5 フィル・テイラーに敗北)
- 1997年: グループステージ (2 - 3 ジェイミー・ハーヴェイに敗北; 3 - 1 ポール・リムに勝利)
- 1998年: グループステージ (0 - 3 ピーター・マンリーに敗北; 0 - 3 ゲイリー・モーソンに敗北)
- 1999年: 第2ラウンド (1 - 3 フィル・テイラーに敗北)
- 2000年: 準々決勝 (3 - 5 デニス・スミスに敗北)
- 2001年: 第2ラウンド (0 - 3 ジェイミー・ハーヴェイに敗北)
- 2002年: 第2ラウンド (5 - 6 ピーター・マンリーに敗北)
- 2003年: 第2ラウンド (1 - 4 レ・フィットンに敗北)
- 2004年: 第3ラウンド (3 - 4 アラン・ウォリナー＝リトルに敗北)
- 2005年: 第2ラウンド (2 - 3 ジョン・ヴァーウェイに敗北)